# Rhyssa intermedia
Rhyssa intermedia är en stekelart som beskrevs av Courtiller 1869. Rhyssa intermedia ingår i släktet Rhyssa och familjen brokparasitsteklar. Inga underarter finns listade i Catalogue of Life.